# Cavallirio
Cavallirio est une commune italienne de la province de Novare dans la région du Piémont en Italie.

## Géographie
La commune se trouve sur les premiers contreforts des Alpes, sur la rive gauche de la Sesia. Elle fait partie du parc naturel du Mont Fenera.

## Originie du nom
L'étymologie est incertaine, bien que le plus probable dérive du latin de la fin du Moyen Age « caballi-rivus » ou rivière des chevaux. La tradition suggère l'existence d'un relais de poste à proximité d'un cours d'eau. Une autre hypothèse part d'un document daté vers 1600 qui parle de « caballi regis » car on y faut pâturer les chevaux d'un souverain inconnu. Cette hypothèse semble invalidée car, sur la base d'un document en 1029, « curtis caballi Regis » devrait être attribué à Cavaglio d'Agogna. Une hypothèse plus plausible conduit au toponyme Caballarium (parc des chevaux) soutenu par le fait que la frazione de Stoccada provient du lombard Stotgard (parc des chevaux également). Dans les documents anciens, le nom a été mal orthographié en Cabaler, Cavallerio ou Cavalero. Il est certain que, dans une proclamation des années 1733 que le nom est « Cavallirio Novarese ».

## Histoire
Cavallino appartenait au comté de Pombia d'après un document daté de 1028 sous Conrad II le Salique qui a donné la terre à Pierre, évêque de Novare. Le même Conrad, pas encore empereur en 1025, avait donné des terres à l'église de l'évêque dans le valsesia, le val d'Ossola et le comté de Varallo Pombia.
En 1152, un document de Frédéric Barberousse confirme son appartenance aux seigneurs du château.
En 1402, Jean Galéas Visconti la donne en fief à Francesco Barbavara (it). Elle passe à la famille Guarco puis au marquis de Romagnano Sesia en 1471.
Elle est séparée de Romagnano en 1536 et devient une paroisse en 1583.
Il est documenté que du 24 juillet au 4 août 1655, Cavallirio a été pillée par des soldats savoyards, puis le 6 septembre 1658 par les troupes sous le commandement du duc de Modène allié des Français.
Un document du 3 février 1733 délivré par le gouverneur de Milan (son excellence Virico Filippo Lorenzo Duan suivi d'une demi-douzaine de titres) certifie que Cavallirio était une propriété du représentant du souverain de la maison des Habsbourg, Charles VI. Ce document est assez curieux parce qu'il oblige tous les ménages à ne pas garder plus de trois moutons.
Mais en 1734, à cause de la guerre de succession polonaise une partie du comté de Novare passe entre les mains de la maison de Savoie dirigée par Charles-Emmanuel III, par le traité de paix (Traité de Vienne), qui exigeait à la fois que Charles-Emmanuel III et Philippe V d'Espagne quittent Milan.
Le 7 septembre 1800 a été publié un décret indiquant que le 22 septembre (premier vendémiaire), le pays de Novare et le Valsesia deviendraient une partie de la République cisalpine. Le 28 octobre 1800 a été créé le département de l'Agogna qui a duré jusqu'à la chute de Napoléon Ier et l'entrée des troupes autrichiennes dans Milan et Novare le 26 avril 1814.
En 1827, un fragment de pierre remontant à l'époque romaine a été retrouvé sur place. Quelque temps plus tard, une autre plaque, pratiquement intacte, est trouvée à son tour. Cette dernière indique que le pays était déjà habité à l'époque romaine.

## Administration
| Période                                  | Période | Identité       | Étiquette | Qualité |
| ---------------------------------------- | ------- | -------------- | --------- | ------- |
| 30/11/2014                               |         | Vito D'Aguanno |           |         |
| Les données manquantes sont à compléter. |         |                |           |         |

### Hameaux
Stoccada, Polera, Villa, Piatè, Suloro, Cademarco

### Communes limitrophes
Boca, Cureggio, Fontaneto d'Agogna, Prato Sesia, Romagnano Sesia